# 石垣市公設市場

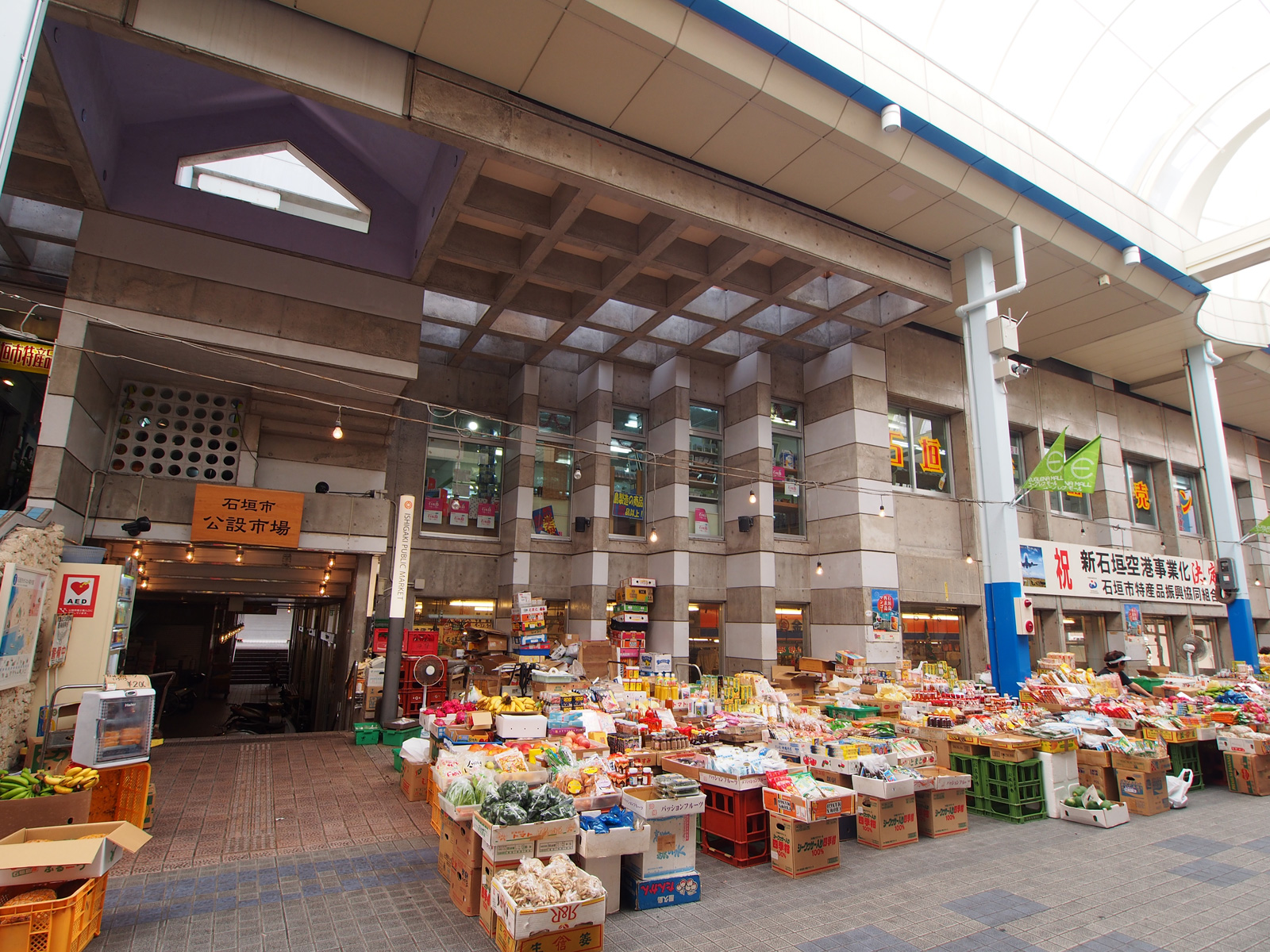
石垣市公設市場

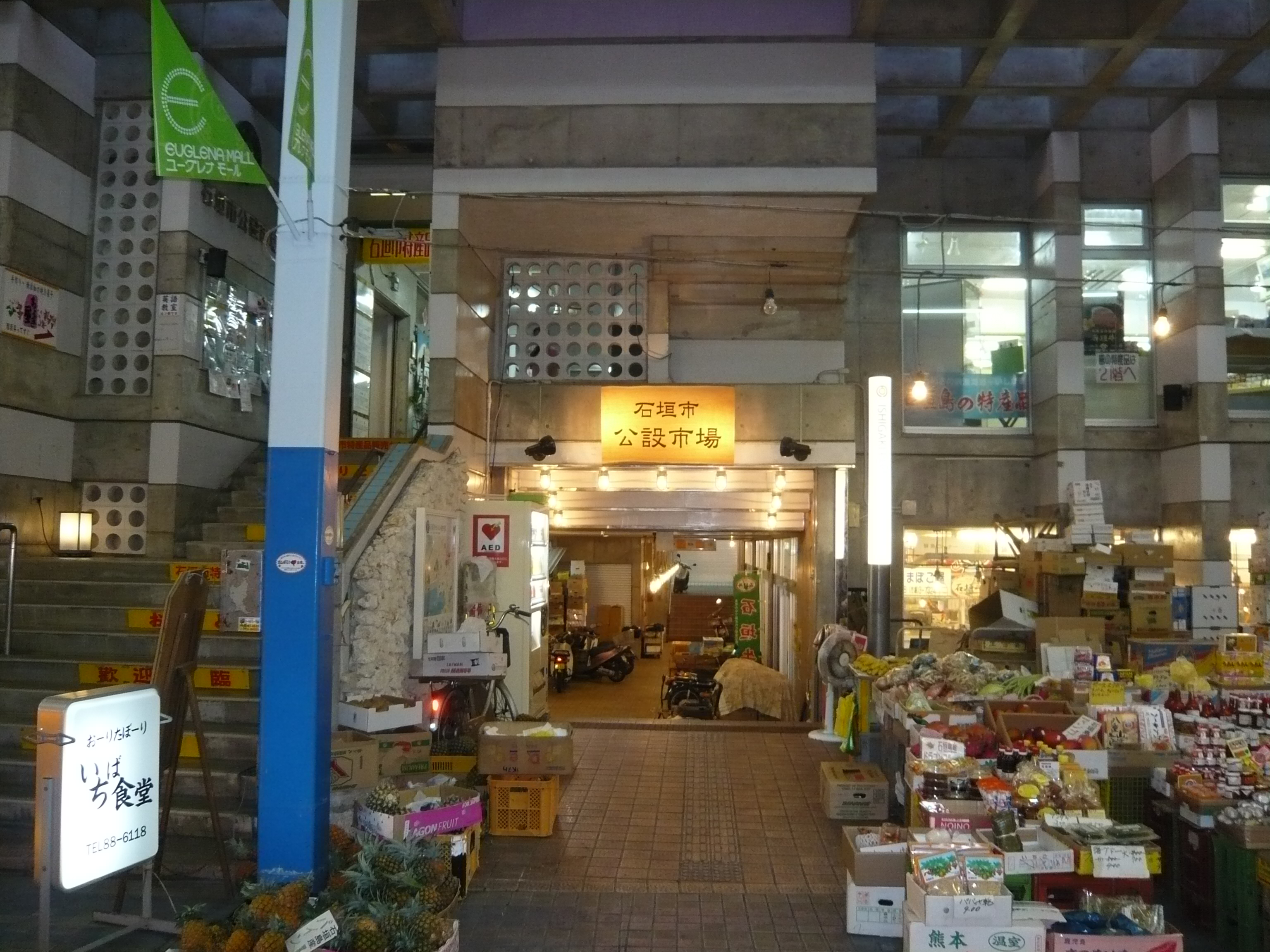
石垣市公設市場

石垣市公設市場（いしがきしこうせついちば）は、沖縄県石垣市のユーグレナモール（旧あやぱにモール）にある公設市場である。

## 概要
3階建の建物で、半地下の1階には野菜、果物、魚、肉など地元住民向けの商品が並ぶ。2階は石垣市特産品販売センターが入り、観光客向けの土産物が販売されている。3階には会議室、食堂、展示室、事務所が入居している。
2006年度に指定管理者制度を導入。導入以来、石垣市が26％出資する第三セクター のタウンマネージメント石垣が指定管理者となっていたが、2018年4月から石垣市特産品販売センターを運営する石垣市特産品振興協同組合が指定管理者となった。

### 所在地
- 沖縄県石垣市大川208番地[5]

### 建物
- 半地下1階、地上2階[1]

### 営業
- 営業時間：9:00-21:00[5]
- 定休日：第2・4日曜[5]
石垣市特産品販売センター（2階）の営業時間は10:00-19:00。定休日は元旦、旧盆[6]。

## 歴史
- 1899年（明治32年） - 市場が設置される（現在の八重山郵便局の南側）[7]。
- 1904年（明治37年）10月25日 - 市場が現在地に移転[7]。
- 1922年（大正11年） - 石垣村の村営施設として整備される[8]。
- 1949年（昭和24年）7月 - 石垣市公設市場の敷地面積が411坪に拡張。
- 1954年（昭和29年）5月 - 石垣市公設市場の衣料マーケット（48坪）竣工。
- 1957年（昭和32年）5月 - 石垣市公設市場の魚肉売場を鉄筋コンクリートブロック造（129坪）に改築。
- 1986年（昭和61年）8月7日 - 現在の石垣市公設市場が着工。
- 1987年（昭和62年）3月28日 - 現在の石垣市公設市場が竣工[7]。
- 2021年（令和3年）5月18日 - 老朽化した地下1階を改築しリニューアルオープン[9]。

## 交通
- 石垣港離島ターミナルより徒歩約9分[5]